# Лужковское согласие
Лужковское согласие (лужковцы, лужкены, лужканы) — беглопоповское согласие в старообрядчестве.

## История
Возникло в стародубском посаде Лужки Черниговской губернии после того, как 26 марта 1822 года вышел указ «О попах и молитвенных домах», официально дозволявший староверам иметь беглых священников при условии ведения ими метрических записей. Лужковцы, в отличие от большинства других беглопоповцев, не признали этот указ. Причинами данного обстоятельства были: боязнь перевода в единоверие, подозрительное отношение к «видному» священству и отрицание сообщения в пище с иноверными. Лужковцы объясняли это тем, что в «антихристово» время правильным священством может быть только тайное и гонимое от властей. Старообрядцы из посадов Лужки, Воронок, с. Елионка (или Елёнка) и Гуровичи и окрестностей Боровска решили принимать только своё «тайное» священство. Первого священника, попа Иоанна, сначала приняли через миропомазание иноками Лаврентьева монастыря священноиноком Ираклием и уставщиком схимником Боголепом, а потом вторично — через проклятие ересей его принял собор Лужковцев. В дальнейшем утвердилась практика принятия священников из Господствующей Синодальной Церкви миропомазанием и отречением от ересей, а из других старообрядческих согласий только последним.
В виду усиления гонений на староверие, лишивших другие согласия «легального священства», обособленные ранее лужковцы начали набирать популярность. Приверженцы этого течения появились не только в Черниговских посадах, но и далеко за их пределами: на Дону, Кавказе, в Сибири и других регионах. Лужки стали называть «Новым Иерусалимом». Лужковцы почитали за грех носить мундир, принятие присяги или паспорта, подписывание бумаг, определявших их как старообрядцев, прививку от оспы. Сначала они отрицали и ведение «еретических метрик», но позже приняли их под названием "обывательских книг".
В 1845 году из-за исповедуемых лужковцами антигосударственных взглядов, правительство признало это согласие вредным. Моленная в Лужках была запечатана, а тайный священник, Павел Успенский, в 1847 году был арестован и отправлен к духовному начальству.
После этого, одна часть лужковцев приняла учреждённую в 1846 году Белокриницкую иерархию, другая продолжила существовать в беглопоповстве. Последователи согласия жили на Дону, Урале в Гуслице и Бессарабии. В 1885 году в подмосковном селе Берендине у них состоялся собор, который безуспешно пытался решить вопрос: «душеспасительно ли вообще священство, воспринимаемое от никониан». Группа лужковцев, проживавшая в Гуслицах, перешла полностью к беспоповской практике.

### Тульское согласие
Лужковцы, как и все беглопоповцы, испытывали острый недостаток священства. Когда к согласию присоединился вышедший из Белокриницкой иерархии тульский священник Павел, он был принят только через проклятие ересей. После этого Лужковцы некоторое время стали называться «тульским согласием». Павел принял из синодальной церкви священников Димитрия Беляева и Петра Березовского. Но они были признаны не всеми Лужковцами. 30 июня 1885 года в селе Берендино (сейчас в Воскресенском районе Московской области) прошёл Лужковский собор, где обсуждался вопрос, спасительно ли священство, переходящее от никониан. Чёткого ответа на этот вопрос собор не нашёл. Не признавшие принятых Павлом священников взяли к себе из синодально церкви священника Бориса. Принят он был 3-м чином, так как «исправить» его было некому. Позднее среди Лужковцев возникли дополнительно 2 партии — «димитровцы» и «петровцы, те что считали законными священников, ведущих преемство либо от о. Димитрия, либо от о. Петра. Партии не состояли в молитвенном общении.

## Лужковское согласие ныне
В XX веке последователи согласия жили в восточном Подмосковье под именем «лужкан», собираясь на молитву по домам и сохраняя традиционную культуру.

## Учение
Лужковцы придерживались радикальных взглядов в отношении государственной власти и синодальной церкви. В секретном рапорте К.И. Арсеньева Министру внутренних дел от 14 июня 1850 года говорилось, что представители согласия должны были «не сообщаться с посторонними, то есть не принадлежащими к секте, ни в молитве, ни в пище, не ходить в церковь чужую, не выполнять присяги, не носить мундиров, не подписываться в бумагах, до секты касающихся, не принимать никаких нововведений и уставов мирской власти». Схожим образом о них отзывался и миссионер, протоиерей Тимофей Верховский: «Лужковцы признают как православных, так и свою братию, не их согласия, — за еретиков, избегая с ними всякого общения... . Они считают за грех носить мундиры, принимать присягу, брать паспорта для отлучек и подписывать правительственные бумаги, относящиеся к их расколу». Противопоставляя себя другим поповщинским толкам, лужковцы принимали из них в своё согласие только по особому чину, как внешних и чуждых им. Они считали ересью принесение на проскомидии особой просфоры за царя.
Лужковцы отличались от основной массы беглопоповцев воззрениями на Антихриста, характерными больше для беспоповцев. Однако время принятия таких взглядов до сих пор однозначно не определено. Р. И. Перекрёстов считает, что лужковцы ещё до правительственного указа 1822 года «отличались приверженностью к беспоповскому „учению“». Однако, с точки зрения А. П. Крахмальникова, основания говорить об этом появляются только в 1857-1858 годах. Об эсхатологических воззрениях лужковцев могут свидетельствовать, возможно, вышедшие из их среды «беспоповские тетради», осуждённые «Окружным посланием» старообрядческой церкви (Белокриницкая иерархия), изданным в 1862 году.